# Heidegger, l'introduction du nazisme dans la philosophie
Heidegger, l'introduction du nazisme dans la philosophie est un essai d'Emmanuel Faye, professeur de philosophie à l'université de Rouen.
Paru en mars 2005 chez Albin Michel dans la collection « Idées », puis objet d'une seconde édition revue et augmentée d'une nouvelle préface dans la collection Biblio essais (Le Livre de Poche) en 2007, cet essai vise à démontrer que la pensée de Martin Heidegger est indissociable de son engagement dans le nazisme. Il s'appuie sur des extraits épistolaires, des faits historiques et des extraits de cours et de séminaires alors inédits des années 1933-1935. Sa publication a donné lieu à de nombreux articles de presse et à une polémique intense en France et à l'étranger, articles référencés dans la seconde édition du livre.

## Contexte
Martin Heidegger est un philosophe qui a eu une influence notable sur la philosophie française de l'après-guerre. Membre du parti nazi en 1933, il s'en est supposément retiré quelques mois après de toute action politique, tout en gardant sa carte. Cependant son adhésion au parti demeure un sujet de débats houleux. Dès 1946, Karl Löwith consacre un article aux liens entre Heidegger et le nazisme[réf. nécessaire],, puis en 1987, Víctor Farías publie un livre dédié au sujet Heidegger et le nazisme, montrant les liens étroits du philosophe avec le NSDAP. Le débat n'a depuis cessé de s'amplifier autour du système philosophique de Heidegger, Arno Münster publiant Heidegger, la « science allemande » et le national-socialisme, un livre analysant les divers lettres et écrits de Heidegger alors qu'il état recteur de l'université de Fribourg.

## Résumé
Heidegger, l'introduction du nazisme en philosophie va au-delà de l'analyse de l'appartenance idéologique du philosophe allemand au parti nazi. Emmanuel Faye cherche dans cet ouvrage à démontrer la présence des racines de la pensée nazie au fondement même de l'œuvre de Heidegger. L'auteur s'attache ainsi à montrer que la vision du monde national-socialiste ne s'est pas introduite de manière fortuite dans la pensée « heideggerienne », mais bien volontaire.
Dans la conclusion de son livre, Faye estime que l'Œuvre intégrale (Gesamtausgabe) de Heidegger, avec ses énoncés explicitement antisémites et appelant à l'extermination de l'ennemi intérieur, relève de l'histoire du national-socialisme et non de la philosophie comme telle. Il s’appuie par ailleurs non seulement sur la période très étudiée dite du « rectorat » (1933-1935) mais aussi sur les périodes moins fouillées de la vie de Heidegger, comme avant 1933 et de 1936 à 1945.
Le premier chapitre étudie le contexte des conférences de Cassel (1925) et de Être et temps (1927) durant  la seconde moitié des années 1920. Faye y décèle déjà des éléments relevant de la vision du monde national-socialiste. Les chapitres deux et trois se consacrent à l'engagement de Heidegger comme recteur-Führer de l'Université de Fribourg. Le chapitre 4 se concentre sur les cours donnés par Heidegger et sa manière d'y introduire les notions de race et de peuple, les chapitres 5 et 8 sur deux séminaires inédits et leur teneur idéologique, les chapitres 6 et 7 sur les relations qu’entretenait Heidegger avec des auteurs nazis comme Carl Schmitt, Alfred Bäumler ou Eric Wolf. Le chapitre 9 traite des écrits d'après le rectorat et notamment des Conférences de Brème de 1949 (après 1936).
Faye démystifie et démine le sujet en essayant de montrer comment Heidegger a introduit le nazisme dans la philosophie. Il critique par ailleurs via cet ouvrage certains des philosophes qui ont contribué à diffuser les idées d'Heidegger et développe ses propres thèses proches du cartésianisme et de l'humanisme de Montaigne.

## Réception
Selon la critique du livre faite par Luc Vigneault, la thèse qui est de rejeter ce qui est issu d'Heidegger dans la philosophie actuelle[réf. nécessaire] relève plus de la mise en accusation et de l'enquête que de la réflexion philosophique. Richard Wolin (en), lui aussi auteur de livres sur Heidegger, estimait en 2009 que si Faye a correctement pointé la dissémination large des idées d'Heidegger dans la culture actuelle, il n'est pas convaincu par une contamination aussi forte du nazisme dans la philosophie heideggerienne. Wolin a cependant développé des analyses beaucoup plus sévères pour Heidegger depuis la parution de ses Cahiers noirs. Le fait de considérer l'Œuvre intégrale de Heidegger comme contenant des discours de haine explicitement rattachés à la vision du monde nazie a provoqué un tollé à la suite de la parution du livre, et particulièrement chez les disciples français de Jean Beaufret (François Fédier entre autres) donnant lieu à une polémique sur la pensée du philosophe allemand et à la publication d'un ouvrage collectif en réponse à Emmanuel Faye.
Heidegger, l'introduction du nazisme en philosophie est en effet l'attaque la plus violente qui ait été portée jusque-là à l'édifice philosophique de Heidegger.

Le livre a fait l'objet d'une critique conséquente à sa sortie, qui a conduit à une pétition de la part de plusieurs intellectuels appelant au calme et à la mesure . Parmi eux on compte des philosophes comme Jacques Bouveresse, Jacques Brunschwig, Michèle Cohen-Halimi, Pierre Guenancia, Claude Imbert, Richard Wolin (en), des historiens comme Pascal Ory, Jean-Pierre Vernant, Pierre Vidal-Naquet, Paul Veyne, des germanistes et philologues comme Jean Bollack, Georges-Arthur Goldschmidt, Jean-Pierre Lefebvre, Alain Rey, ainsi que Serge Klarsfeld : 

« Ce livre revient sur l'engagement partisan du penseur dans la politique hitlérienne. [...] Depuis sa parution, dont l'importance a été soulignée par toute la presse, des heideggériens radicaux cherchent à discréditer ce travail par tous les moyens, y compris des attaques diffamatoires contre l'auteur diffusées sur internet. Nous n'acceptons pas ces procédés déshonorants [...] et pensons que la recherche critique sur l’œuvre de Heidegger dans son rapport au nazisme doit se poursuivre et s'approfondir. »

Thomas Sheehan (en), professeur à l'université Stanford et spécialiste de la pensée de Heidegger, s'est montré très critique envers l'ouvrage. Pour lui, « Heidegger, l'introduction du nazisme dans la philosophie d'Emmanuel Faye, est si chargé de fausses traductions, de phrases sorties de leur contexte et de réécritures perverses des textes de Heidegger que la question se pose de savoir : 1) si Faye a délibérément réécrit et faussement interprété Heidegger ou s'il est seulement un universitaire négligent et 2) s'il est compétent pour lire un texte philosophique, en particulier, ceux de Heidegger. »